# Walter Morley Fletcher
Walter Morley Fletcher (21 juillet 1873 - 7 juin 1933) est un physiologiste et administrateur britannique. 

## Biographie
Fletcher est diplômé du Trinity College de Cambridge et joue un grand rôle dans l'administration du Conseil de la recherche médicale pendant l'entre-deux-guerres. Sous sa direction, le MRC concentre son financement sur la recherche scientifique fondamentale au détriment de la recherche clinique, mais il fait de la Grande-Bretagne un chef de file de la recherche biomédicale à l'époque.